# ادو اچوسیتو
ادو اچوسیتو (انگلیسی: Edu Expósito؛ زادهٔ ۱ اوت ۱۹۹۶) بازیکن فوتبال اهل اسپانیا است.
از باشگاه‌هایی که در آن بازی کرده‌است می‌توان به باشگاه فوتبال دپورتیوو لاکرونیا اشاره کرد.